# Frauenmuseum Meran

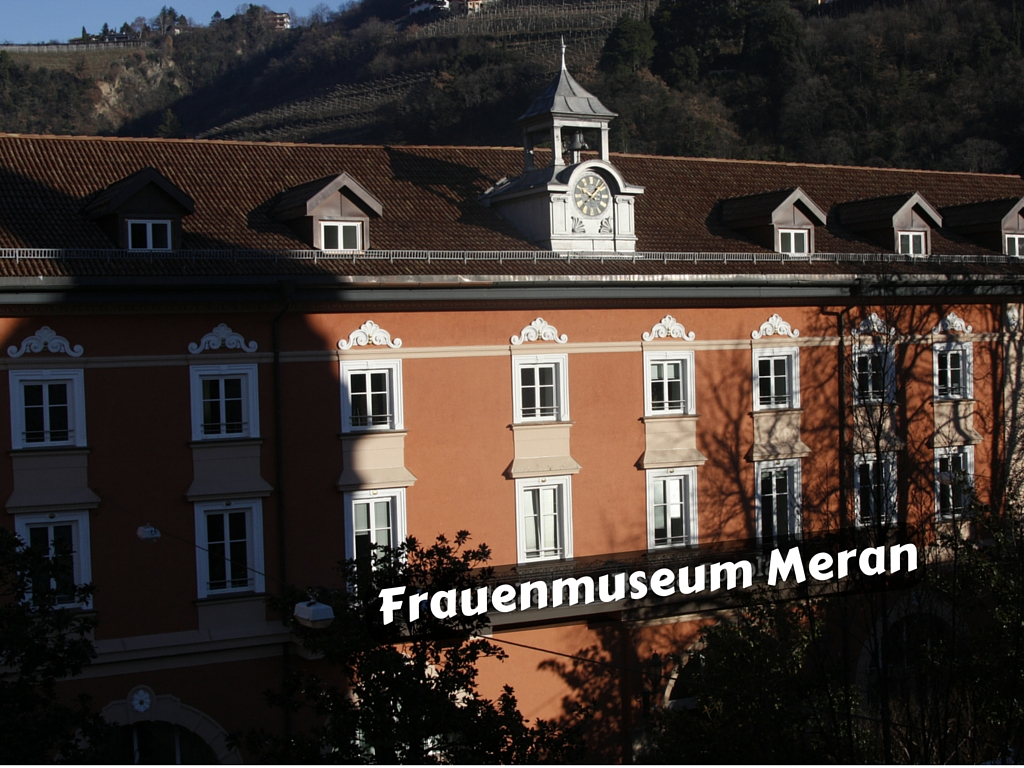
Frauenmuseum Meran im ehemaligen Klarissenkloster

Das Frauenmuseum Meran am Kornplatz im Zentrum von Meran (Südtirol) wird vom Verein Frauenmuseum getragen und befindet sich im ehemaligen Klarissenkloster. Es ist Koordinierungsstelle des Internationalen Vereins der Frauenmuseen (IAWM).

## Schwerpunkte
In seiner Dauerausstellung zeigt das Museum eingebettet in den kulturgeschichtlichen Kontext Exponate zur Geschichte von Frauen des 19. und 20. Jahrhunderts. Die Ausstellungsstücke aus der Sammlung des Museums umfassen Kleidung, Accessoires und Alltagsgegenstände. Die Ausstellung soll weibliche Aspekte sichtbar machen, die in der allgemeinen Geschichtsschreibung vielfach ausgeblendet werden.
Im Sonderausstellungssaal werden Ausstellungen gezeigt, die historische Themen vertiefen oder auch gesellschaftspolitisch aktuelle Themen aufgreifen.

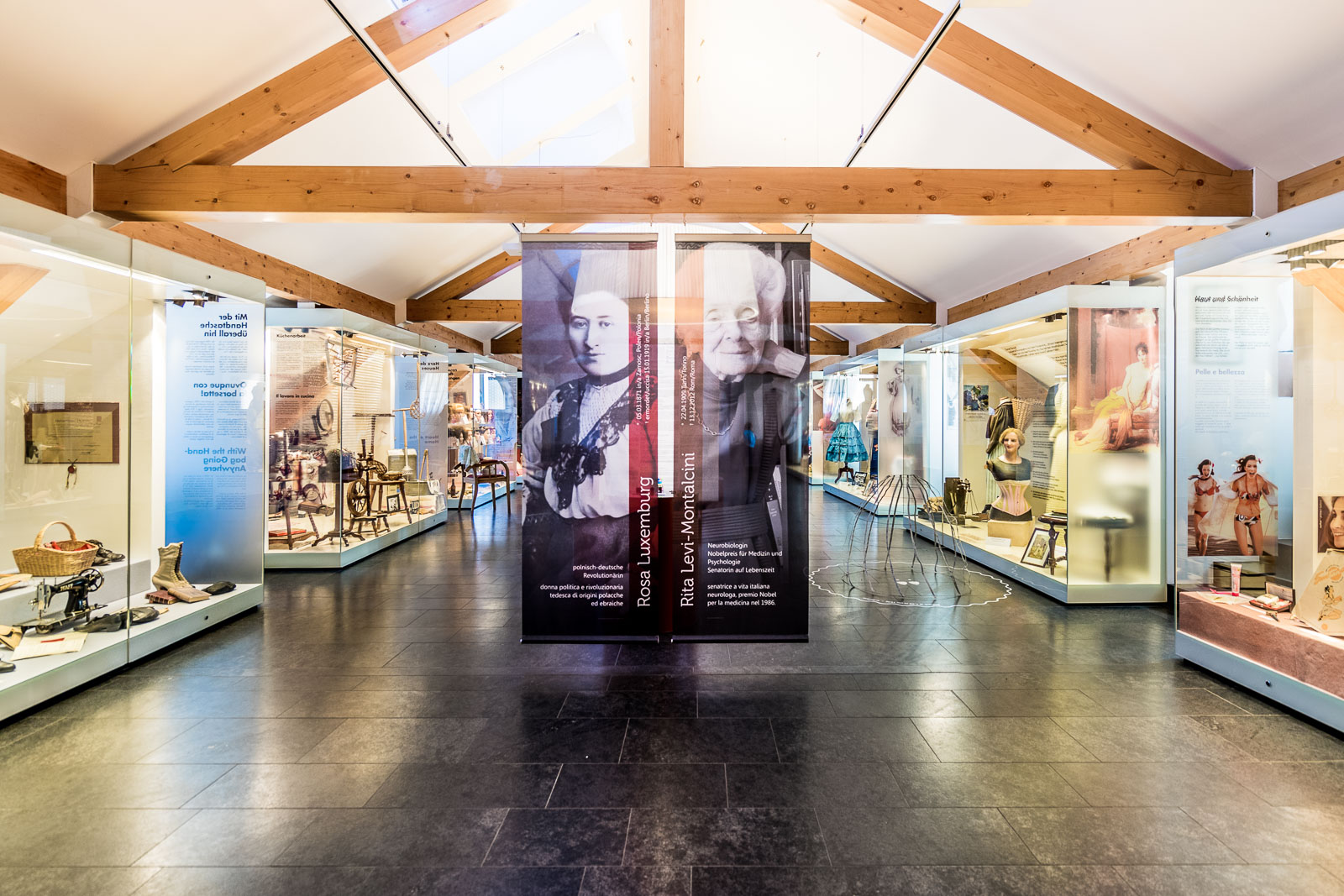
Dauerausstellung des Frauenmuseums

Das Museum soll als Ort der Begegnung und des Lernens dienen und verfügt über eine Fachbibliothek. Außerdem werden Vorträge, Seminare und Tagungen zu aktuellen Themen angeboten. 

## Geschichte
Das Frauenmuseum in Meran wurde 1988 von Evelyn Ortner gegründet. 1993 gründete sich der Verein Frauenmuseum. Der Sitz wurde 2011 in das ehemalige Klarissenkloster am Meraner Kornplatz verlegt. Dank der Beihilfen der Autonomen Provinz Bozen und der Gemeinde Meran wurde ein Museum auf zwei Stockwerken eingerichtet.

## Internationale Netzwerkarbeit
2008 fand in Meran der erste internationale Frauenmuseumskongress statt. Seitdem ist das Frauenmuseum Meran als Koordinierungsstelle für das International Association of Women’s Museums (IAWM) aktiv und vernetzt heute weltweit über 30 Frauenmuseen und -initiativen. Shirin Ebadi, die iranische Friedensnobelpreisträgerin von 2003, ist Patin dieses Netzwerkes. 